# Премия имени М. М. Шемякина
Премия имени М. М. Шемякина — научная награда Российской академии наук. Присуждается Отделением физико-химической биологии (ОФХБ) Российской академии наук за выдающиеся работы в области биоорганической химии.
Премия названа в честь выдающегося советского биохимика Героя Социалистического Труда академика М. М. Шемякина.

## Награждённые ученые
На начало 2023 года награда была вручена следующим учёным:
- 1980 — Овчинников, Юрий Анатольевич — за цикл работ в области структуры белков
- 1983 — Добрынин, Владимир Николаевич, Коробко, Вячеслав Георгиевич, Колосов, Михаил Николаевич — за цикл работ на тему «Синтез искусственных генов» /1977—1982 гг./
- 1988 — Кнорре, Дмитрий Георгиевич, Зарытова, Валентина Филипповна — За серию работ «Исследование реакций фосфорилирования, используемых в биоорганической химии»
- 1995 — Стоник, Валентин Аронович, Макарьева, Татьяна Николаевна, Еляков, Георгий Борисович — за цикл работ «Новые природные соединения из иглокожих и губок. Структура, особенности биосинтеза и свойства»
- 2001 — Богданов, Алексей Алексеевич — за цикл работ «Структурно-функциональный анализ РНК в сложных рибонуклеопротеидах»
- 2004 — Камерницкий, Алексей Владимирович, Левина, Инна Соломоновна — за цикл работ «Прегна-D-пентараны-прогестины и антипрогестины»
- 2007 — Преображенская, Мария Николаевна — за цикл работ «Модификация антибактериальных и противоопухлевых антибиотиков, направленная на получение препаратов нового поколения»
- 2010 — Цетлин, Виктор Ионович — За цикл статей «а-Конотоксины — инструменты исследования никотиновых рецепторов и основа для создания новых диагностических и лекарственных средств»
- 2013 — Нифантьев, Николай Эдуардович, Шашков, Александр Степанович, Цветков, Юрий Евгеньевич — За цикл работ «Стереонаправленный синтез углеводных цепей гликолипидов и гликопротеинов, а также их конъюгатов для гликобиологических исследований»
- 2016 — Деев, Сергей Михайлович — за цикл работ «Супрамолекулярные агенты для тераностики»
- 2019 — Власов, Валентин Викторович, Зенкова, Марина Аркадьевна, Веньяминова, Алия Гусейновна — за цикл работ «Фундаментальные основы конструирования „интеллектуальных“ терапевтических препаратов на основе нуклеиновых кислот».
- 2022 — Кочетков, Сергей Николаевич, Александрова, Людмила Александровна (биохимик), Хандажинская, Анастасия Львовна — за работу «Аналоги нуклеозидов — прототипы лекарственных средств против социально-значимых инфекций».